# Tommaso d'Epiro
Tommaso Ducas (1285 circa – 1318) ereditò il trono quando era ancora un ragazzo, e fu dunque despota d'Epiro dal 1296 fino alla sua morte.

## La reggenza di Anna

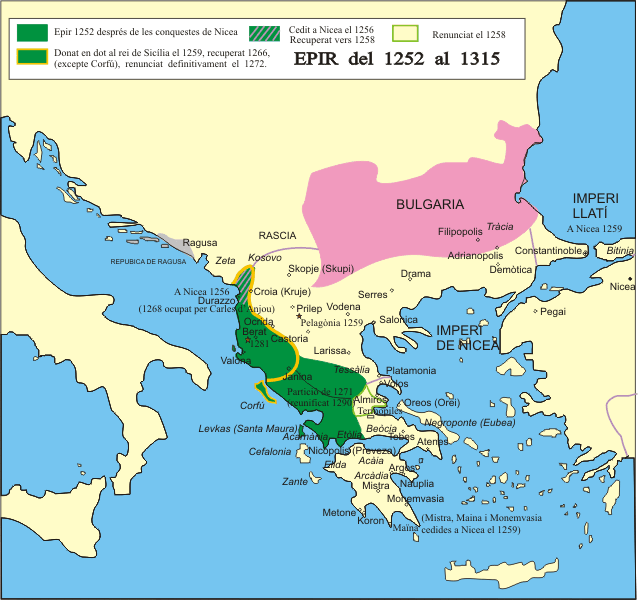
Il despotato d'Epiro dal 1252 al 1315.

Dopo la morte di Niceforo I Ducas l'influenza bizantina crebbe leggermente sotto Anna, cugina di Andronico III Paleologo, che governò come reggente per il proprio figlio Tommaso.
Nel 1306 essa si rivoltò contro Filippo in favore di Andronico III Paleologo; gli abitanti latini furono espulsi, ma fu costretta a restituire alcuni territori a Filippo.
Nel 1312 questi smise di reclamare proprio l'Epiro ma pose piuttosto una rivendicazione sul defunto Impero latino.
Anna riuscì a far sposare a Tommaso una figlia di Andronico III Paleologo.

## La fine
Tommaso fu assassinato nel 1318 da Nicola Orsini, che ne sposò la vedova e prese controllo del despotato.